# Fanorona

Początkowe rozstawienie pionów na planszy

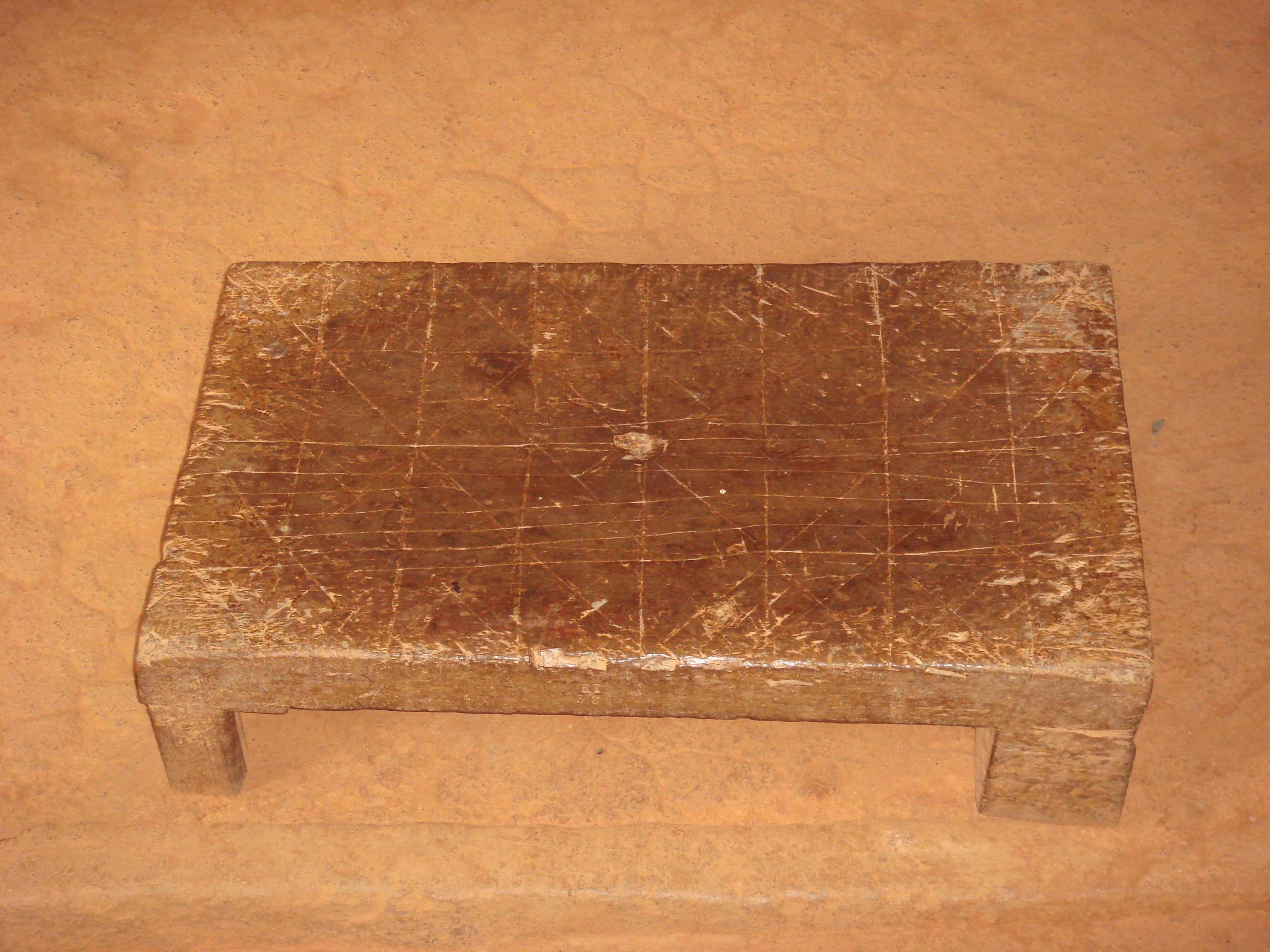
Królewska plansza do fanorony, Ambohimanga

Fanorona – tradycyjna malgaska gra planszowa. 
Rozgrywana jest na planszy podzielonej liniami, które wyznaczają w miejscach przecięcia 45 pól. Do gry potrzebny jest zestaw 44 pionów (22 czarne, 22 białe). W rozstawieniu początkowym środkowe pole zostaje puste.
Gracze wykonują ruchy na przemian, zaczyna grający pionami białymi. Ruch polega na przesunięciu piona na sąsiadujące połączone linią wolne pole. Bicie pionów odbywa się w dwojaki sposób: przez odejście lub podejście. Bicie przez odejście może być dokonane gdy piony przeciwników stoją na sąsiednich polach. Gracz przesuwa swój pion tak, że przestaje on być pionem sąsiednim, zbijając w ten sposób nie tylko pion, od którego odszedł, ale także wszystkie piony znajdujące się za nim na linii odejścia. Bicie przez podejście odbywa się w analogiczny sposób – zbijane są wszystkie piony znajdujące się na linii podejścia pionu gracza na pole sąsiadujące z pionem przeciwnika. 
Jeśli w wyniku jednego ruchu można zbić więcej niż jedną grupę pionów, grający musi wybrać którą z nich zbije. Po zbiciu jednego lub grupy pionów gracz wykonuje kolejne ruchy, dopóki bije piony przeciwnika. Wyjątek stanowi otwarcie gry – wtedy mimo bicia pionów, gracze wykonują po jednym ruchu. Bicie jest obowiązkowe.